# Abdourahman Waberi
Abdourahman A. Waberi (Djibouti, 20 de julho de 1965), é um novelista, poeta, contista e romancista djibutiano.

## Percurso literário
Em 1985, Waberi deixa seu país afim de iniciar seus estudos na França, onde levou a cabo os seus estudos superiores na Universidade de Borgonha, e a tese de doutoramento sobre escritores emigrados na Sorbonne parisiense. Viveu em Caen e em Dijon. É um admirador declarado do escritor somali Nuruddin Farah, tendo começado a escrever em Dijon uma tese de doutorado sobre ele, antes de ter orientado seu trabalho comparativo dos romances de Nuruddin e de Assia Djebar.
Autor de novelas, mas também de poesia, compatibiliza a atividade de escritor com a de professor de inglês do ensino médio, conselheiro editorial especializado em escritores africanos e colaborador habitual do Le Monde Diplomatique, bem como de outras publicações periódicas. Como escritor e crítico literário, participa frequentemente de encontros internacionais, em júris de prêmios e outras atividades literárias. Centrado no tema do nômade, título que concede também a si próprio por "tradição e temperamento", o seu trabalho literário foi premiado em diversas ocasiões.
Sua primeira obra literária, Le pays sans ombre, publicada em 1994, ganha o Grande Prêmio de Contos Francófonos, da Academia Real de Língua e Literatura Francesa, da Fundação Henry Cornelius, da Bélgica, e o Prêmio Albert Bernard, da Academia das Ciências de Além-mar, em Paris. Constituído de breves textos, ele desenha o quadro em caleidoscópio de um país arrasado por epidemias, fome e guerras.
A obra seguinte, Cahier nomade, ganha o Grande Prêmio Literário da África Negra, em 1996.
No ano seguinte surge Balbala, um romance que ganha o Prêmio bianual "Mandato pela liberdade", do P.E.N Clube Francês, Prêmio coletivo do Festival do Primeiro Romance de Chambéry 1998, antes de ser finalista do 1º Prêmio Unesco-Françoise Gallimard (Bolsa oferecida pela Unesco, em 1998), cuja ganhadora é a romancista Marie NDiaye. Essas três obras constituem uma trilogia sobre seu país natal. A primeira nos anais de Djibouti.
Em 1998, Waberi participou de uma residência-workshop literário que o levou a Ruanda. Desta experiência surgiu, em 2000, a obra Moisson de crânes: Textes pour le Rwanda, consagrado ao genocídio deste país. Também escreveu a coletânea, Rift routes rails, marcada pelo exílio e a deriva de um continente privado de seu passado e de suas tradições.
Foi finalista do Tha Caine Prize, Oxford, em 2000, e participou do Prêmio Literário da Cidade de Caen, como júri escolar, em 2004.
O ano de 2006 vê surgir Aux États-Unis d’Áfrique, um romance irônico que apresenta o mundo ao contrário, em que entoa o canto do pan-africanismo e nos convoca a conhecer um mundo mais justo e humano. Pelo livro leva o Best French Writing: 21st Century. French Voices.
Waberi foi um dos laureados de 2006, na categoria literatura, da bolsa Berliner Künstlerprogramm DAAD.
Em 2007, foi o Donald and Susan Newhouse Humanities Fellow, no Colégio Wellesley, junto à Boston. No mesmo ano, o dicionário Le Petit Robert lhe dedica uma nota bibliográfica em sua edição.
Em 2010, Waberi torna-se professor convidado e William F. Podlich Distinguished Fellow no Colégio Claremon McKenna e membro do juri internacional do Prêmio Internacional IMPAC Dublin Literary Award.
Em 2010-2011, foi pupilo da Academia da França em Roma, Villa Medici.
Sua obra está traduzida em inúmeras línguas, particularmente em inglês, italiano, alemão, sérvio, português, braile e, alguns contos, igualmente em espanhol, catalão, lituano, somali, grego, etc.
Seu último romance, de 2009, Passage des larmes, publicado pela Editora Jean-Claude Lattès, é uma narrativa poética sobre o exílio, o fanatismo e a geopolítica do Chifre da África, mas pode ser lido também como uma homenagem sutil a Walter Benjamin.

## Trabalhos próprios

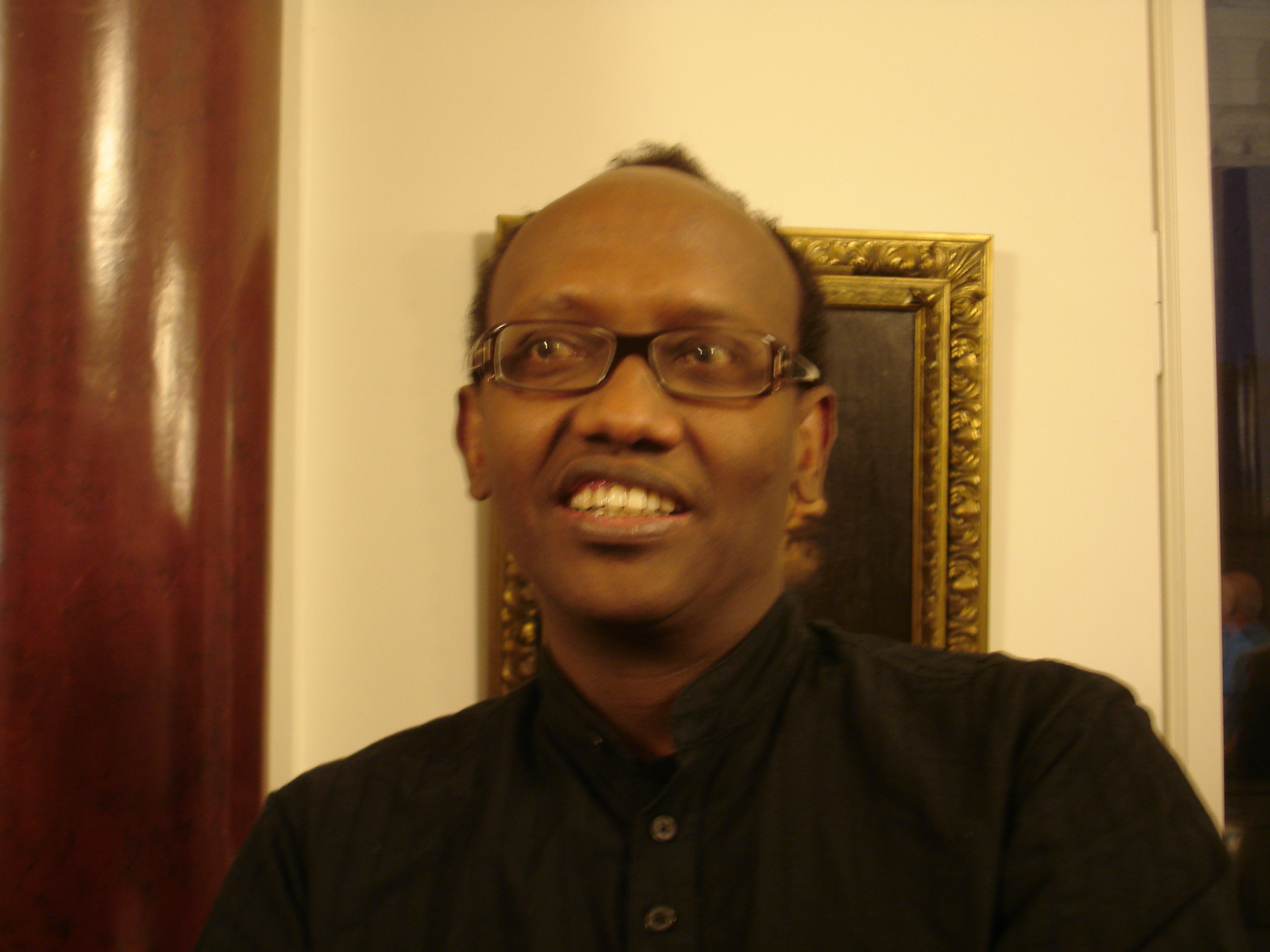
Waberi.

- 1994 - Le Pays Sans Ombre, Serpent à plumes, Paris, ISBN 2-908957-31-0;
- 1996 - Cahier nomade, Serpent à plumes, Paris, ISBN 2-84261-127-6;
- 1997 - L'œil Nomade, voyage à travers le pays de Djibouti, CCFAR, Djibouti, ISBN 2-7384-5222-1;
- 1997 - Balbala, Serpent à plumes; Folio, Gallimard (2002) Paris ISBN 2-07-042121-X | traduzido para o italiano;
- 2000 - Moisson de crânes: Textes pour le Rwanda, Serpent à plumes, Paris, ISBN 2-7538-0020-0 | traduzido para o alemão e o italiano;
- 2000 - Les nomades mes frères, vont boire à la Grande Ourse, Éditions Pierron, Paris, ISBN 2-7085-0231-X;
- 2001 - Rift, routes, rails, Gallimard, Paris, ISBN 2-07-076023-5;
- 2003 - Transit, Gallimard, Paris, ISBN 2-07-076874-0 | traduzido para o inglês e italiano;
- 2006 - Aux États-Unis d'Afrique, Éditions Jean-Claude Lattès, Paris | traduzido para o inglês, alemão e italiano;
- 2009 - Passage des larmes, Éditions Jean-Claude Lattès, Paris.

## Trabalhos coletivos
- 2002 - Nouvelles voix d'Afrique, Éditions Hoebecke;
- 2003 - Nouvelles d'Afrique, Gallimard;
- 2006 - Culture post-coloniale 1961-2006: Traces et mémoires coloniales en France, Éditions Autrement;
- 2007 - Des nouvelles de La Fontaine, Gallimard;
- 2007 - Une aiguille nue (Nuruddin Farah), Éditions L’or des fous;
- 2010 - Enfants de la balle: Nouvelles d'Afrique, Nouvelles de foot, Éditions Jean-Claude Lattès.